# Всевидяче око

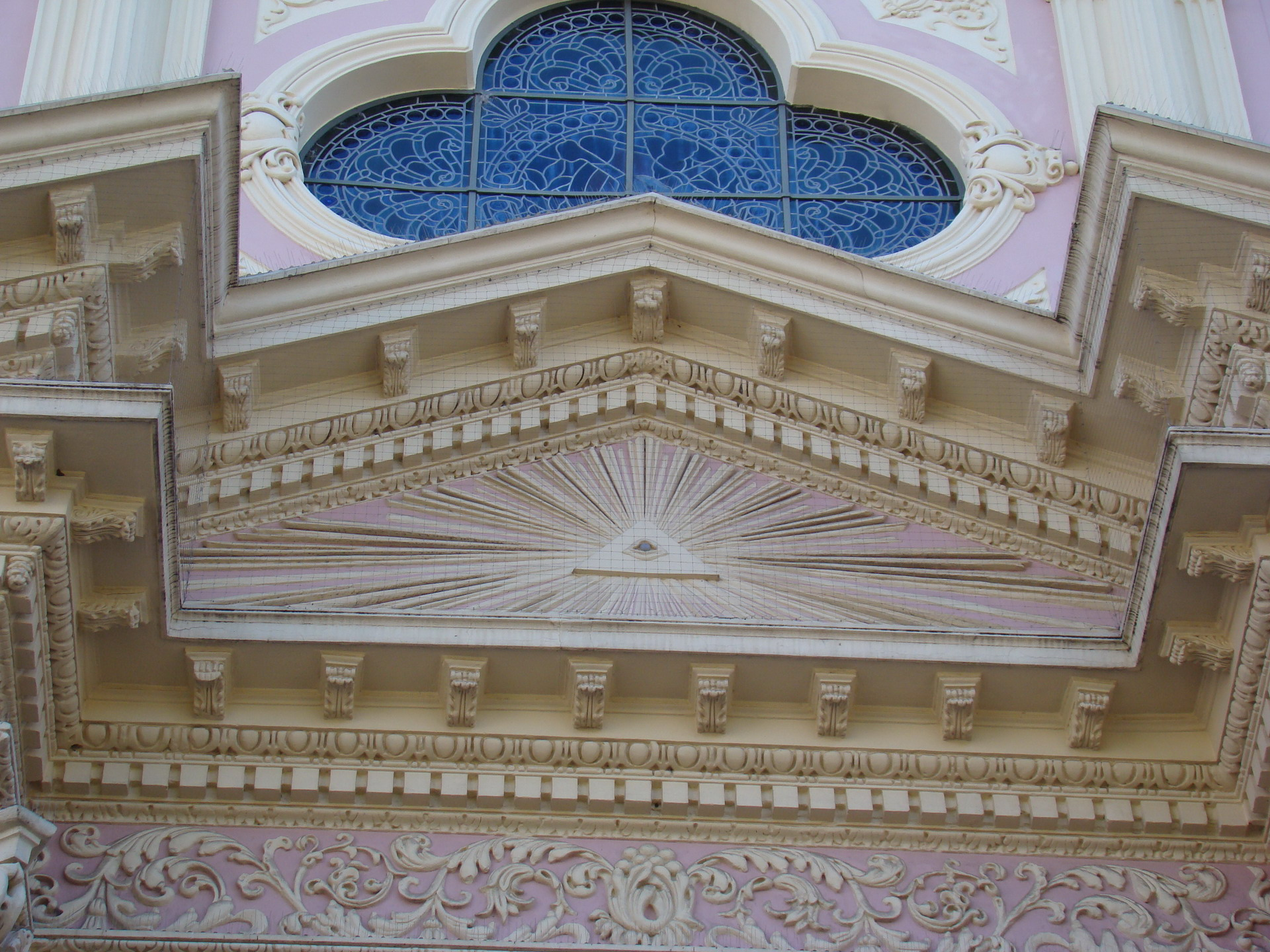
Всевидяче око

Всеви́дяче Око, також Всевидяще Око — в іконописі складна символіко-алегорична композиція, що символізує Всевидячого Бога.[джерело?]

## Опис
Також Всевидячим оком може називатися символічне зображення Всевидячого Божого ока, вписане до трикутника — символу Трійці.
Всевидяче око (як символ Трійці) присутнє на гербах низки українських міст і містечок XVIII—XIX століть, зокрема Буцнева, Нового Виткова, Підкаменя, Радехова, Станіславчика. Наприкінці XVIII ст. в Речі Посполитій Всевидяче око було офіційним символом Чотирилітнього сейму (результатом діяльності якого стало прийняття Травневої конституції 1791 року); на пам'ять про це зображення цього символу з'явилося в низці міських і містечкових гербів, що одержали у 1791—1792 рр. підтвердження магдебурзького права, зокрема в гербах Браслава (сучасна Білорусь) і таких литовських міст, як Байсогала, Жієжмаряй, Кальварія, Плунге, Стаклішкес, Шяуляй.
Всевидяче око є одним з головних символів масонів. За переконаннями масонів Всевидяче око (Промениста Дельта) — трикутник, з поміщеним досередини оком є знаком просвіти або принципу свідомості. Цей символ, який масони запозичили у християнстві, постійно є присутнім на всіх роботах ложі.
На українських банкнотах 500 гривень 2006-2015 року випуску на зворотньому боці поруч із будівлею Києво-Могилянської академії зображено Всевидяче око.

## Галерея

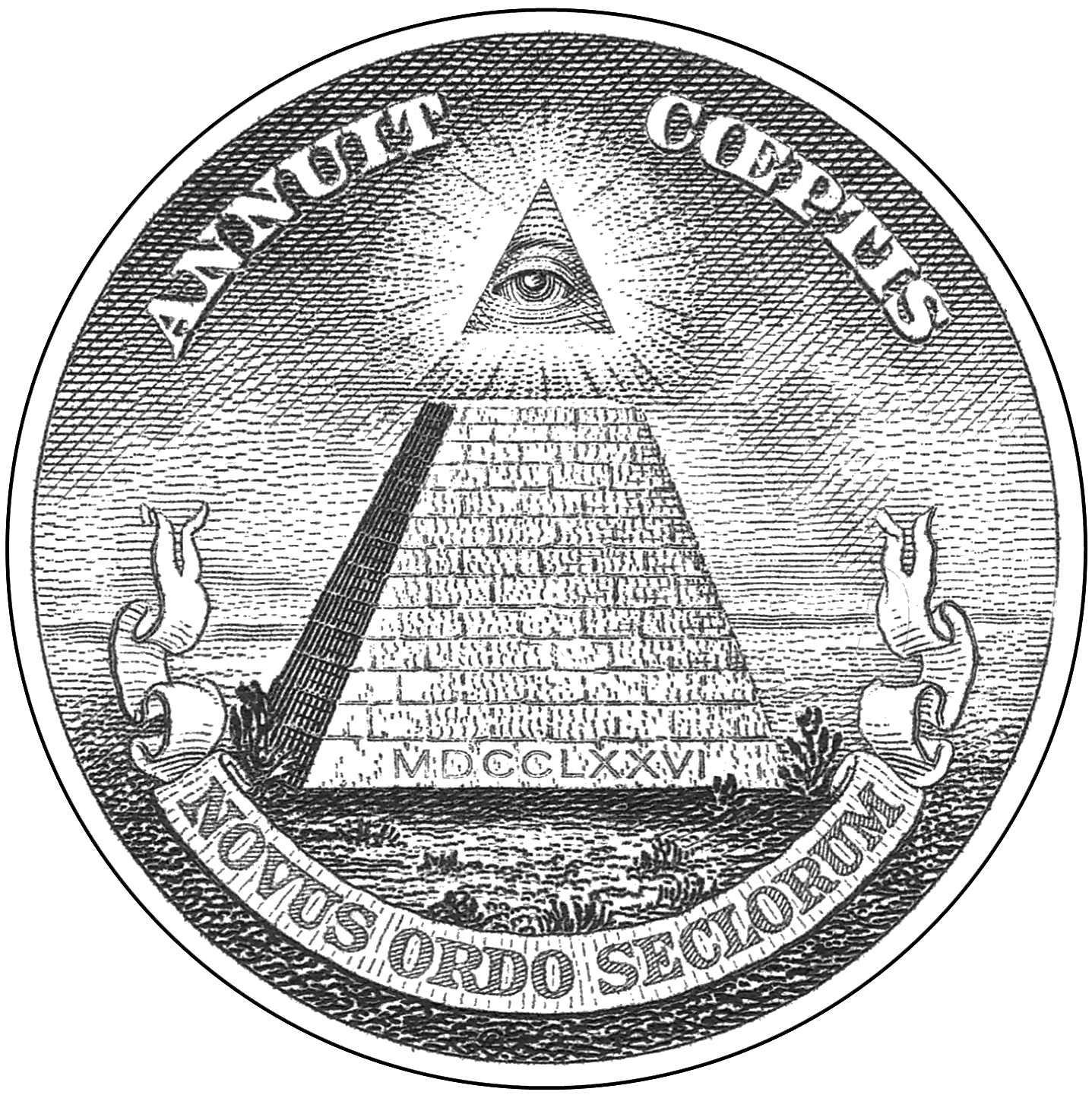
Велика печатка Сполучених Штатів (реверс).
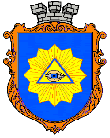
Герб Радехова
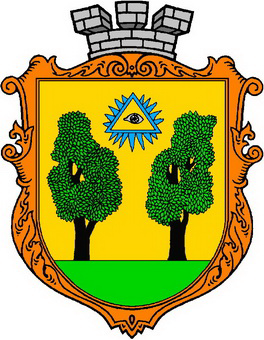
Герб Дублян
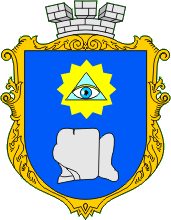
Герб Підкаменя
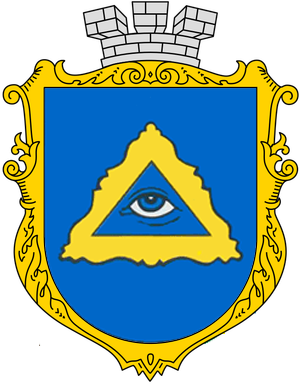
Герб Станіславчика
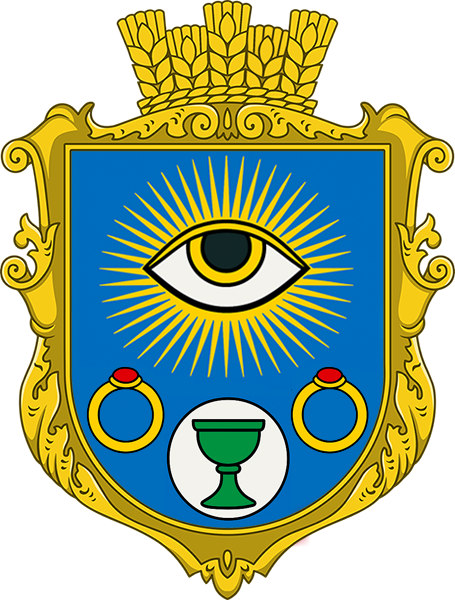
Герб Глазового
Око Провидіння зображене на гербі Шяуляя, Литва
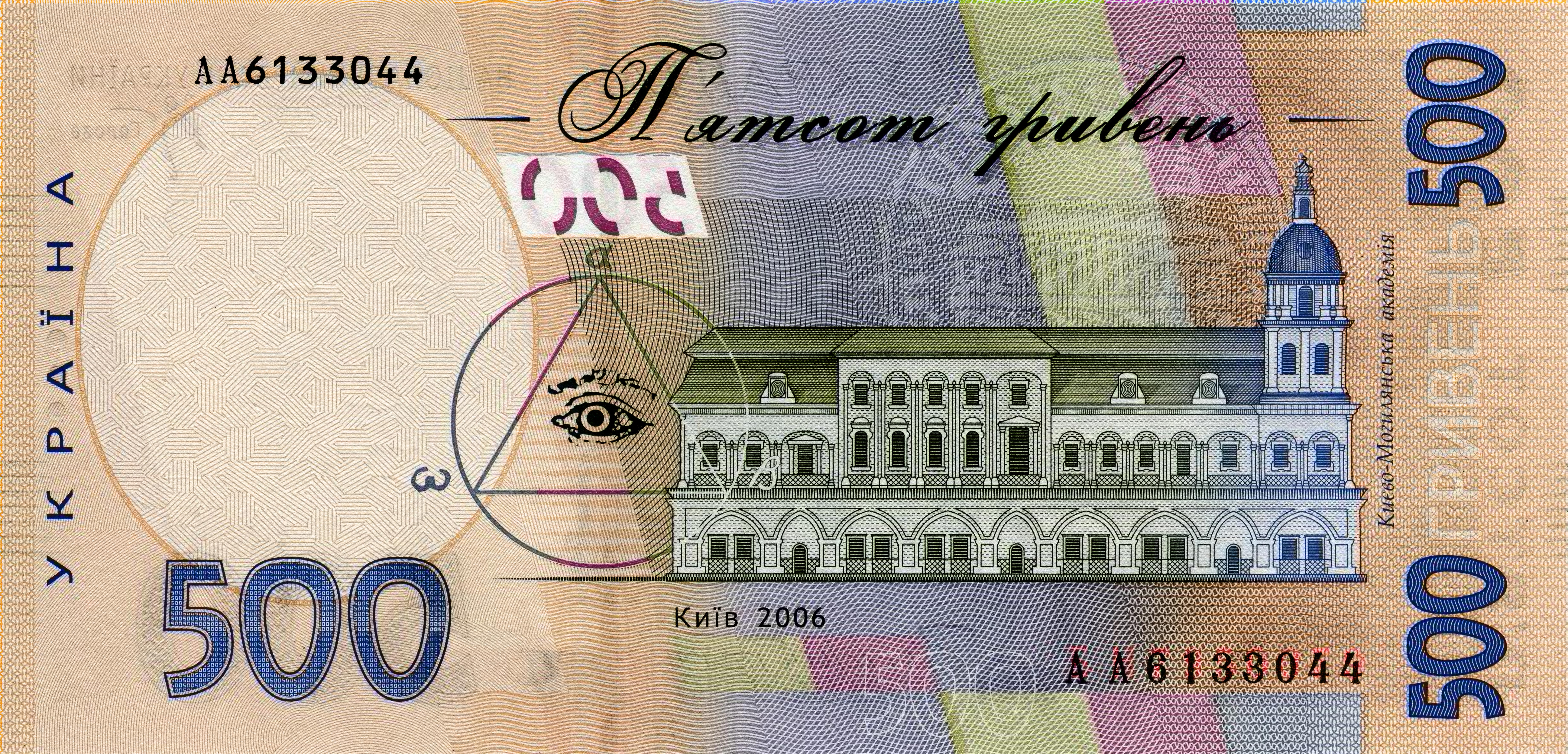
Всевидяще око на 500-гривневій купюрі
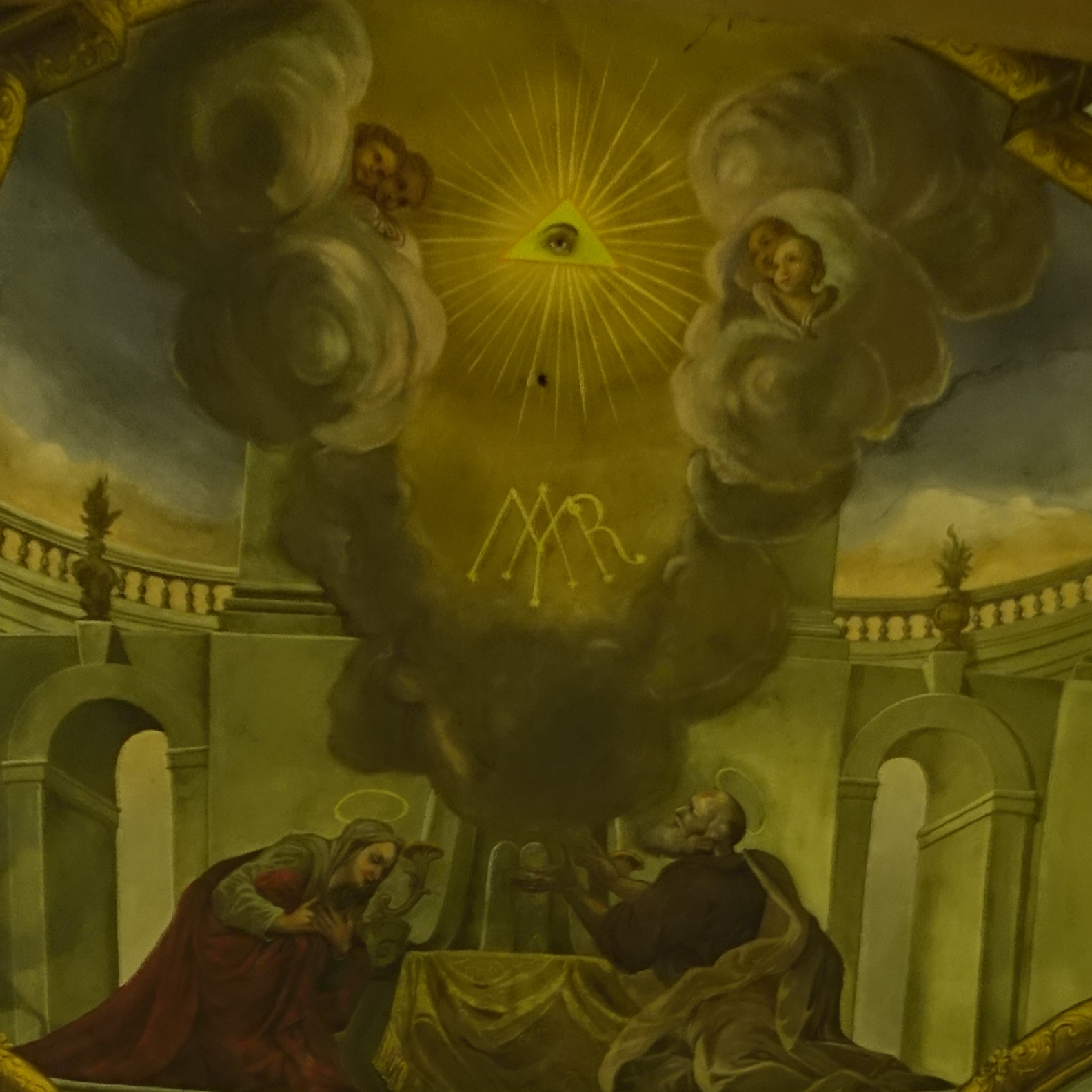
Око Боже на стелі каплиці апсиди в соборі Успіння Пресвятої Богородиці, Львів, Україна
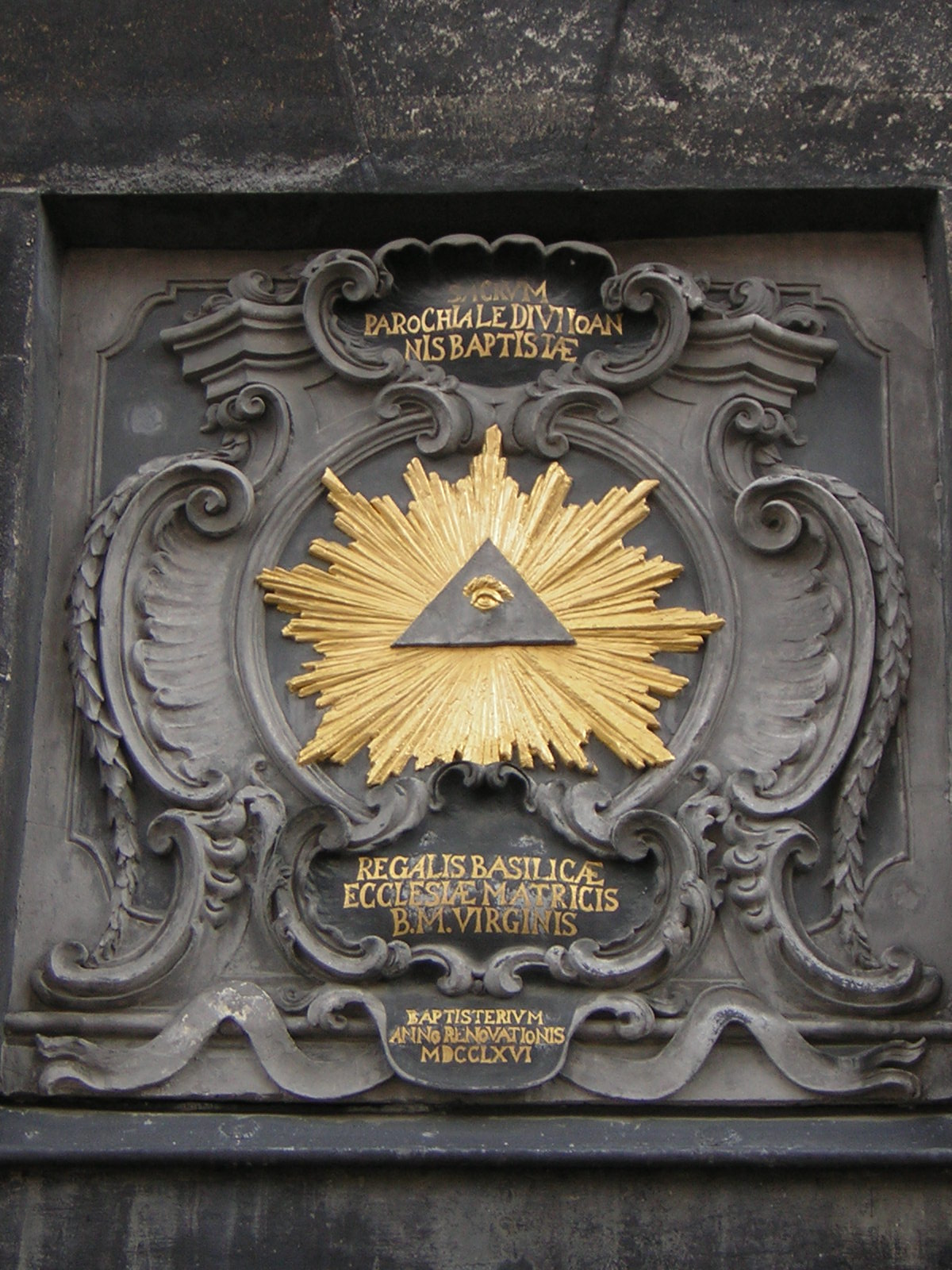
Всевидяче око на воротах Аахенського собору
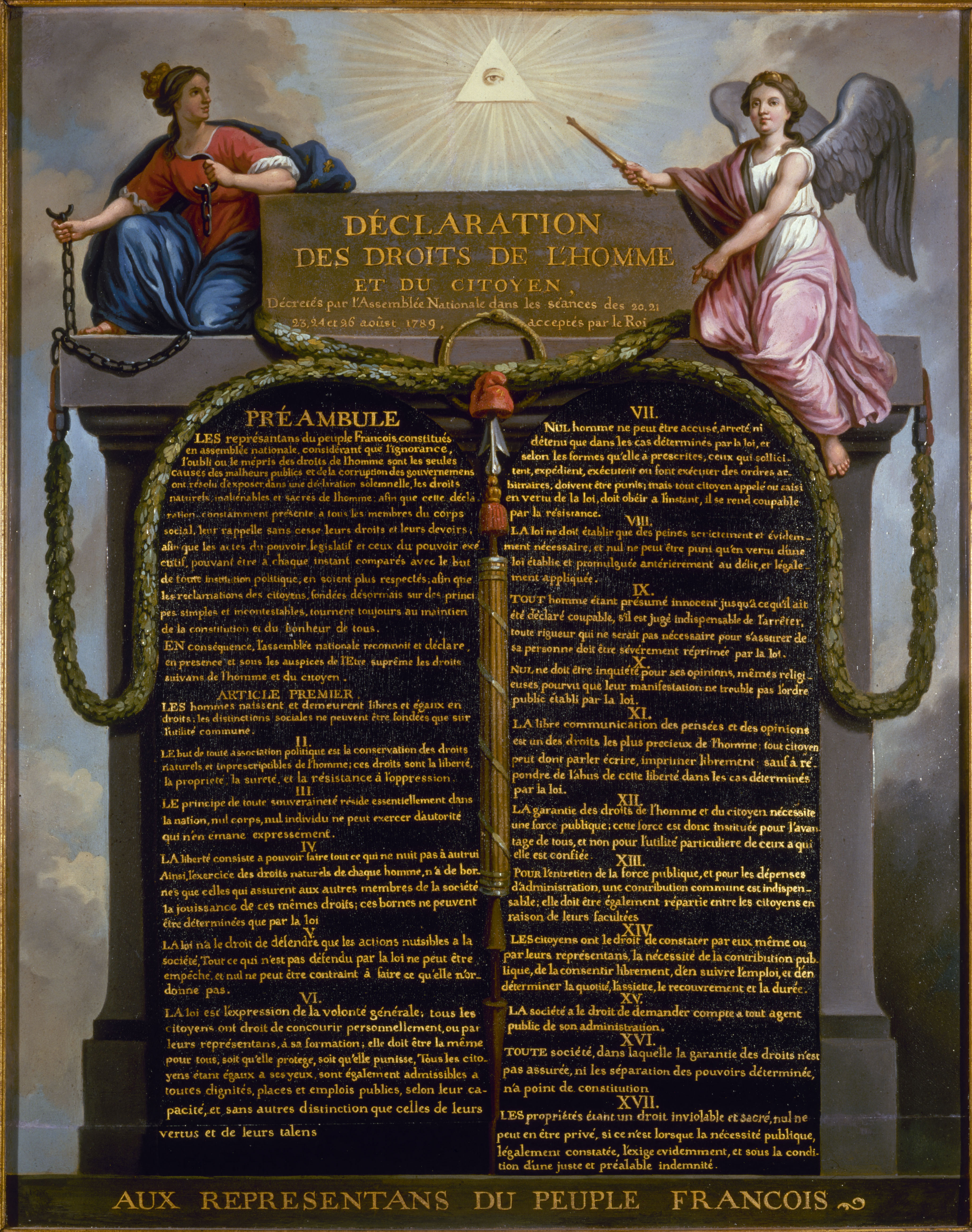
Всевидяче око на верхній частині Декларації прав людини (1789) часів Французької революції
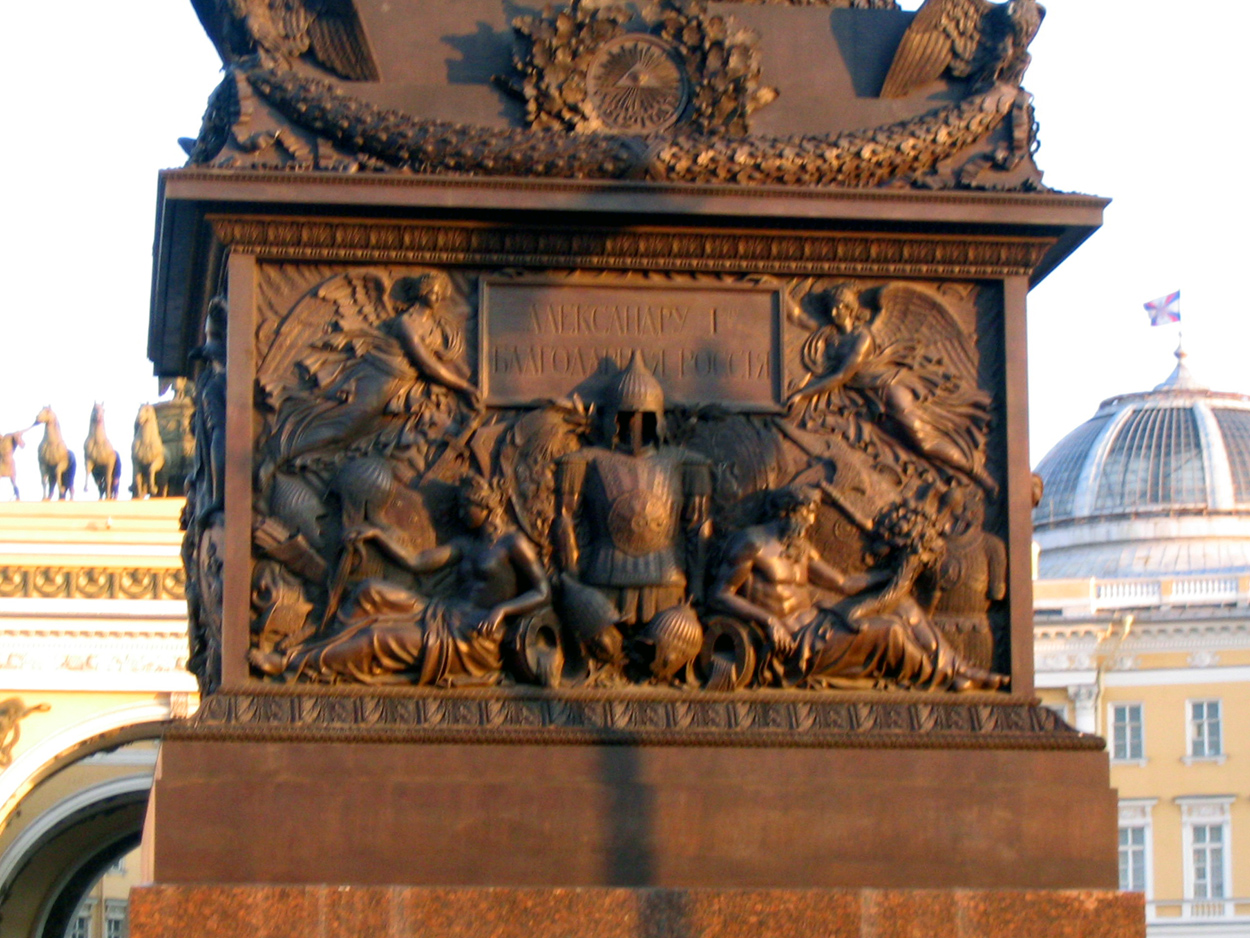
Всевидяче око на прикрасах постаменту Олександрівської колони
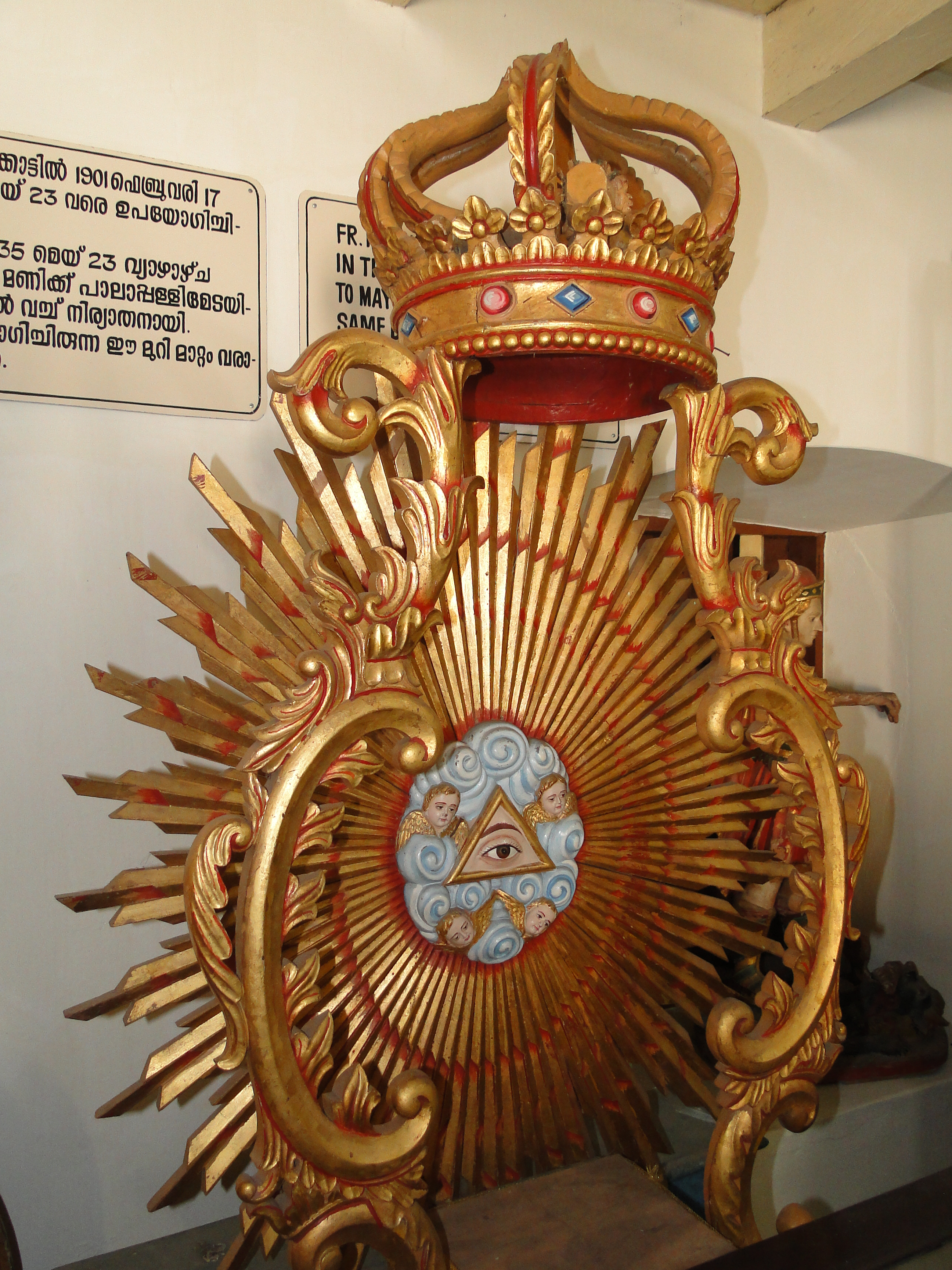
Око Провидіння, зображене на вівтарному обладнанні, музей в Пала, Керала, Індія